# Under the Black Eagle
Under the Black Eagle è un film muto del 1928 diretto da W. S. Van Dyke.

## Trama
Il giovane artista Karl von Zorn, benché sia un pacifista, è costretto a partire per la guerra lasciando a casa il suo cane Prinz e l'innamorata. Prinz ritrova al fronte il padrone, ferito in un'azione nella quale voleva vendicare un suo compagno rimasto ucciso. Anche Prinz rimane ferito, ma tutti e due riescono a rientrare e Karl ritrova la fidanzata.

## Produzione
Il film fu prodotto dalla Metro-Goldwyn-Mayer (MGM)

## Distribuzione
Distribuito dalla Metro-Goldwyn-Mayer (MGM), uscì nelle sale cinematografiche USA il 24 marzo 1928. In Portogallo, il film venne distribuito l'11 settembre 1929 con il titolo Ao Serviço da Águia Negra. Il 12 gennaio 1940, uscì a Madrid come Bajo el águila imperial.